# کریون آرمز
latitudeکریون آرمزlongitudeکریون آرمز
کریون آرمز (به انگلیسی: Craven Arms) یک منطقهٔ مسکونی در انگلستان است که در میدلند غربی واقع شده‌است.

## خصوصیات
کریون آرمز ۲٬۲۸۹ نفر جمعیت دارد.